# Germenay
Germenay ist eine französische Gemeinde mit 120 Einwohnern (Stand 1. Januar 2022) im Département Nièvre in der Region Bourgogne-Franche-Comté (vor 2016 Bourgogne). Sie gehört zum Arrondissement Clamecy und zum Kanton Corbigny (bis 2015 Brinon-sur-Beuvron). Die Einwohner werden Germenais genannt.

## Geographie
Germenay liegt etwa 65 Kilometer südlich von Auxerre am Rande des Morvan. Umgeben wird Germenay von den Nachbargemeinden von Challement im Norden, Dirol im Nordosten, Marigny-sur-Yonne im Osten, Chaumot im Südosten, Héry im Süden, Moraches im Westen sowie Asnan im Nordwesten.

## Bevölkerungsentwicklung
| Jahr                       | 1962 | 1968 | 1975 | 1982 | 1990 | 1999 | 2006 | 2011 | 2016 |
| Einwohner                  | 220  | 208  | 194  | 174  | 152  | 142  | 144  | 139  | 142  |
| Quellen: Cassini und INSEE |      |      |      |      |      |      |      |      |      |

## Sehenswürdigkeiten
- Kirche Saint-Aubin aus dem 16. Jahrhundert

## Weblinks

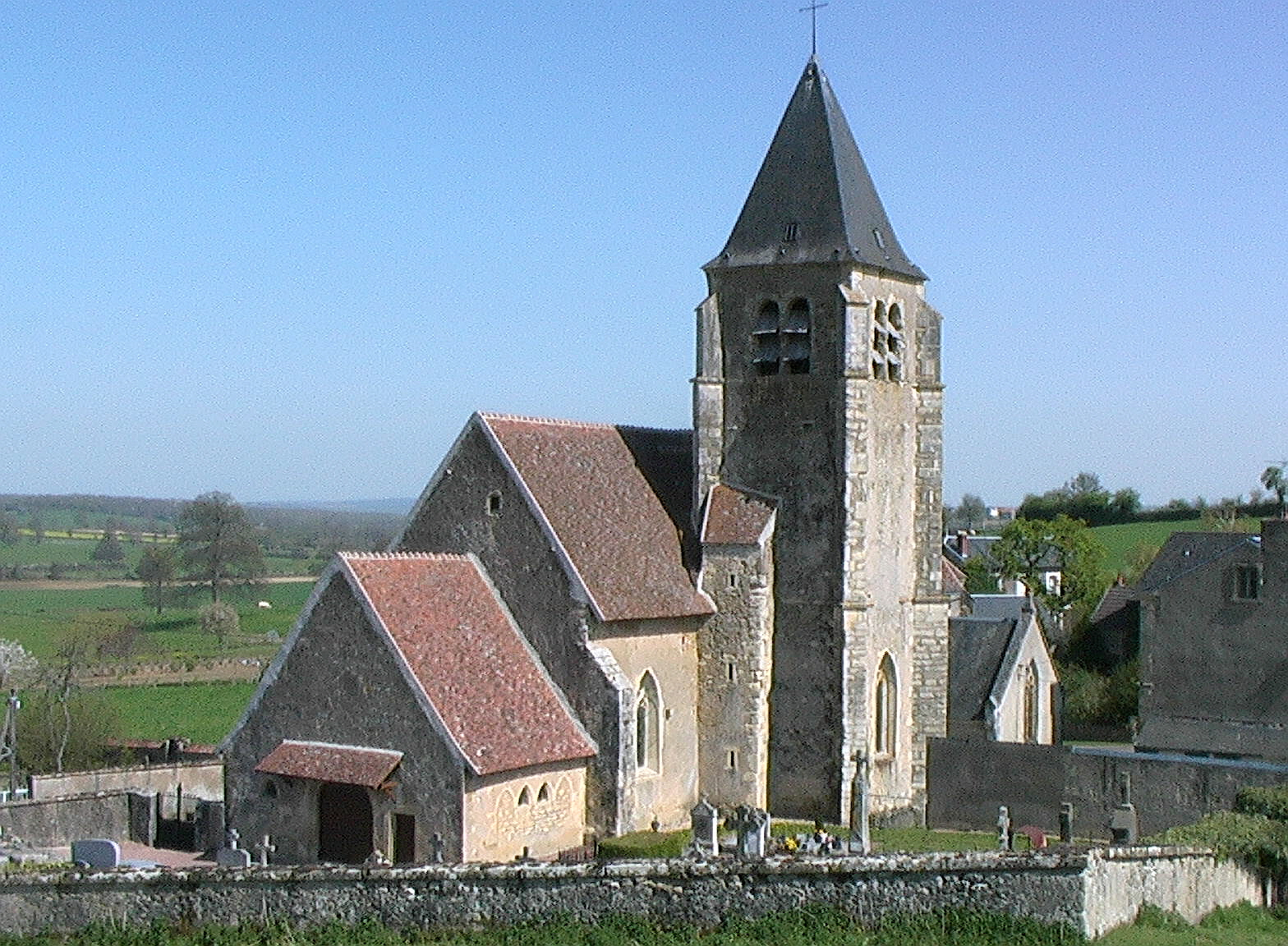
Kirche Saint-Aubin